# Hội tụ chuẩn
Trong toán học hội tụ chuẩn là một kiểu hội tụ cho các chuỗi hàm. Giống như hội tụ tuyệt đối, nó có thuộc tính hữu ích sau: sự hội tụ được bảo toàn khi thứ tự lấy tổng thay đổi.
Một chuỗi hội tụ chuẩn thì hội tụ đều tuyệt đối, nhưng điều ngược lại không đúng (xem ví dụ dưới đây).

## Lịch sử
Khái niệm về sự hội tụ chuẩn được René Baire giới thiệu lần đầu tiên vào năm 1908 trong cuốn sách Leçons sur les théories générales de l'analyse.

## Định nghĩa
Cho một tập S và các hàm {\displaystyle f_{n}:S\to \mathbb {C} } (hoặc đến bất kỳ không gian vectơ định chuẩn nào), chuỗi
{\displaystyle \sum _{n=0}^{\infty }f_{n}(x)}
được gọi là hội tụ chuẩn nếu chuỗi các chuẩn đều (hay chuẩn sup) của các hàm trong chuỗi là một chuỗi hội tụ, tức là
{\displaystyle \sum _{n=0}^{\infty }\|f_{n}\|:=\sum _{n=0}^{\infty }\sup _{S}|f_{n}(x)|<\infty .}

## Lưu ý
Hội tụ chuẩn ngụ ý hội tụ đều tuyệt đối, nhưng điều ngược lại không đúng. Ví dụ, xét
{\displaystyle f_{n}(x)={\begin{cases}1/n,&x=n,\\0,&x\neq n.\end{cases}}}
Thế thì chuỗi {\displaystyle \sum _{n=0}^{\infty }|f_{n}(x)|} hội tụ đều, nhưng chuỗi các chuẩn là chuỗi điều hòa, do đó phân kỳ. Trong ví dụ này, các hàm {\displaystyle f_{n}} có thể được liên tục hóa bằng cách sử dụng bump function.
Đồng thời, hội tụ chuẩn cũng khác với hội tụ theo tô pô định chuẩn, i.e. sự hội tụ của dãy các tổng thành phần trong không gian tô pô cảm sinh từ chuẩn sup.